# Vincenzo Ruffo
Vincenzo Ruffo (ur. około 1508 w Weronie, zm. 9 lutego 1587 w Sacile) – włoski kompozytor.

## Życiorys
W latach 1520–1534 kształcił się w Scoula degli Accoliti przy katedrze w Weronie, przeznaczonej dla ministrantów i kleryków. Zrezygnował jednak z przyjęcia wyższych święceń i około 1535 roku wstąpił w związek małżeński. Między 1538 a 1541 roku przeniósł się do Mediolanu, gdzie wstąpił na służbę u gubernatora Alfonsa d’Avalos. W 1542 roku otrzymał posadę kapelmistrza katedry w Savonie, następnie od 1545 do 1547 roku przebywał w Genui. W 1547 roku wrócił do rodzinnej Werony, gdzie od około 1552 roku kierował zespołem przy Accademia Filarmonica. Od 1554 do 1563 roku kierował także zespołem katedry werońskiej. W latach 1563–1572 był kapelmistrzem katedry w Mediolanie. Od 1573 do 1577 roku działał przy katedrze w Pistoi. W latach 1578–1580 ponownie przebywał w Weronie. Ostatnie lata życia spędził w Sacile. Do grona jego uczniów należeli Gian Matteo Asola i Marc Antonio Ingegneri.

## Twórczość
Jego obfita twórczość obejmuje około 200 madrygałów, ponad 120 motetów, 19 mszy, ponadto szereg utworów religijnych i instrumentalnych. Opublikował łącznie 14 zbiorów kompozycji religijnych (1542–1592) i 10 zbiorów kompozycji świeckich (1545–1564). W pierwszym okresie swojej twórczości tworzył polifoniczne msze typu missa parodia o rozbudowanej formie, niekiedy oparte na chorałach cantus firmus. Pod wpływem zetknięcia się w trakcie pobytu w Mediolanie z Karolem Boromeuszem włączył się w nurt reformy muzyki liturgicznej. Odszedł wówczas od mszy typu parodia, zmniejszył ich rozmiary, ograniczył też polifonię na rzecz faktury akordowej, eksponując w ten sposób zrozumiałość tekstu.